# Synthespian
 (avril 2021).
Synthespian est un néologisme créé en août 2000 pour désigner les acteurs de synthèse. Il est l'amalgame des mots anglais synthesis (synthèse) et thespian (acteur de théâtre).
Le premier synthespian, Nestor Sextone, a pris l'affiche dans le court-métrage Sextone for President, présenté au SIGGRAPH 1988. Il a été créé par Diana Walczak et Jeff Kleiser. Il a été suivi par la chanteuse virtuelle Dozo dans le vidéo-clip Don't Touch Me en 1989.
Le synthespian le plus connu actuellement au cinéma est le personnage du docteur Aki Ross dans le film Final Fantasy : les Créatures de l'esprit, sorti en 2001.